# بخش ساندوسکی (شهرستان ریچلند، اوهایو)
بخش ساندوسکی (به انگلیسی: Sandusky Township) یک منطقهٔ مسکونی در ایالات متحده آمریکا است که در شهرستان ریچلند، اوهایو واقع شده‌است.
 بخش ساندوسکی ۳۷٫۰ کیلومتر مربع مساحت و ۸۵۶ نفر جمعیت دارد و ۳۶۲ متر بالاتر از سطح دریا واقع شده‌است.